# كليف برادي
كليف برادي (بالإنجليزية: Cliff Brady) (6 مارس 1897 في الولايات المتحدة - 25 سبتمبر 1974 في الولايات المتحدة) هو لاعب كرة قاعدة ولاعب كرة قدم أمريكي في مركز قاعدي ثاني ‏. لعب مع بوسطن.

## وصلات خارجية
المراجع
- موسوعة عريق https://areq.net/